# Bas Roorda
Bas Roorda (Assen, Países Bajos, 13 de febrero de 1973) es un futbolista neerlandés. Juega de portero y su último equipo fue el PSV Eindhoven de la Eredivisie se retiró en el año 2011.

## Trayectoria
Roorda empezó su carrera profesional en el FC Groningen, aunque apenas disfruta de minutos en esta etapa debido a que, Patrick Lodewijks, era el portero titular del equipo.
En 1996 ficha por el NEC Nijmegen, donde pronto se convierte en el portero titular.
En 2000 se marcha a jugar al Roda JC, aunque esta vez juega menos.
En 2004 regresa a su antiguo equipo, el FC Groningen.
El 5 de junio de 2007 firma un contrato con su actual club, el PSV Eindhoven. En su primer año en este equipo casi no dispone de oportunidades, ya que en el once inicial entraba habitualmente su compañero Heurelho da Silva Gomes. En 2008 el equipo ficha a Andreas Isaksson, un duro competidor por la titularidad en la portería.

## Clubes
| Club          | País         | Año       |
| ------------- | ------------ | --------- |
| Groningen     | Países Bajos | 1992-1996 |
| NEC Nijmegen  | Países Bajos | 1996-2000 |
| Roda          | Países Bajos | 2000-2004 |
| Groningen     | Países Bajos | 2004-2007 |
| PSV Eindhoven | Países Bajos | 2008-     |

## Palmarés
- 1 Liga de los Países Bajos (PSV Eindhoven, 2008)
- 1 Supercopa de los Países Bajos (PSV Eindhoven, 2008)